# Bill Cullen
William Lawrence Francis "Bill" Cullen (18 de febrero de 1920-7 de julio de 1990) fue un presentador radiofónico y televisivo estadounidense, con una carrera que se extendió a lo largo de cinco décadas. Es conocido sobre todo por su participación en concursos presentando varios de ellos (incluyendo los originales The Price Is Right, The $25,000 Pyramid y Blockbusters), y por su intervención como miembro de debates a lo largo de veinte años en los programas I've Got a Secret y To Tell the Truth.

## Inicios
Cullen nació en Pittsburgh, Pensilvania. Su infancia se vio marcada por la poliomielitis, que le dejó una cojera para el resto de su vida. En la mayoría de sus últimos concursos, el decorado estaba diseñado de tal modo que no tuviera que caminar apenas. Era también una característica suya el llevar unas gafas muy gruesas.
La carrera de Cullen se inició en Pittsburgh, donde trabajó en la emisora de radio WWSW. Apoyaba al periodista deportivo Joe Tucker. Era conocido por su sentido del humor y por gastar bromas a sus compañeros cuando estaban en antena. Cullen decidió buscar suerte en Nueva York y uno de sus primeros trabajos fue escribir para el programa de radio Easy Aces.

## Carrera en programas de concursos
Tras viajar a Nueva York presentó varios programas de radio, incluyendo concursos, en las décadas de 1940 y 1950. Su primer concurso televisivo fue Winner Take All,una producción de Mark Goodson y Bill Todman emitida por la CBS en 1952. Presentó las versiones diurnas y de prime-time de The Price Is Right, otra producción de Goodson y Todman, entre 1956 y 1965.  También participó en debates en I've Got a Secret entre 1952 yl 1967 y después en To Tell the Truth entre 1969 y 1978. Cullen presentó la versión de Password emitida por la NBC a finales de los años setenta, conocida como Password Plus. Aunque la mayor parte de los concursos presentados por Cullen se produjeron en la Costa Este, los últimos de su carrera se rodaron en California.
Cullen presentó 23 concursos diferentes a lo largo de los años, más que cualquier otro presentador en la historia de la televisión. Entre los shows se incluyen Eye Guess en los años sesenta, Three on a Match y la versión nocturna de Pyramid en los setenta, y Chain Reaction, Blockbusters, Child's Play, Hot Potato, y The Joker's Wild en los ochenta, tras la muerte de Jack Barry.  
Actuó como invitado en otros muchos concursos a lo largo de su carrera televisiva, incluyendo I've Got a Secret, Password, To Tell the Truth, Match Game, y todas las versiones de Pyramidanteriores a los 100.000 dólares en premios. Cullen también presentó varios programas piloto para su amigo el productor Bob Stewart, creador de Price, Truth y Password para Goodson-Todman y Pyramid para su propia compañía. También debatió en varios programas presentados por Bob Eubanks, incluyendo Liar's Club, Trivia Trap, Rhyme and Reason, y All Star Secrets, así como Family Feud.
En 1982 Cullen tuvo una actuación sorpresa en The Price Is Right a fin de promover su nuevo concurso, Child's Play.

## Vida personal
Cullen estuvo casado tres veces. Su primer matrimonio fue muy breve y tuvo lugar mientras aún vivía en Pittsburgh. El segundo fue con la cantante Carol Ames entre 1949 y 1955. El 24 de diciembre de 1955, Cullen se casó con la antigua bailarina y modelo Ann Roemheld Macomber, hija del compositor Heinz Roemheld; este matrimonio duró hasta el fallecimiento de él. Ann actuó a menudo con Bill en Tattletales en los años setenta y ochenta.

## Muerte
Cullen falleció el 7 de julio de 1990 a causa de un cáncer de pulmón.